# Val-Couesnon
Val-Couesnon es una comuna nueva francesa situada en el departamento de Ille y Vilaine, de la región de Región de Bretaña.

## Historia
Fue creada el 1 de enero de 2019, en aplicación de una resolución del prefecto de Ille y Vilaine de 28 de septiembre de 2018 con la unión de las comunas de Antrain, La Fontenelle, Saint-Ouen-la-Rouërie y Tremblay, pasando a estar el ayuntamiento en la antigua comuna de Antrain.

## Demografía
Según los datos aportados en la resolución del prefecto de Ille y Vilaine, la comuna se crea con 4357 habitantes.

## Composición
| Comuna fusionada      | Código INSEE | Población (2016) | Superficie (km²) | Densidad (hab./km²) |
| --------------------- | ------------ | ---------------- | ---------------- | ------------------- |
| Antrain               | 35004        | 1306             | 9.31             | 140                 |
| La Fontenelle         | 35113        | 540              | 12.36            | 44                  |
| Saint-Ouen-la-Rouërie | 35303        | 826              | 21.12            | 39                  |
| Tremblay              | 35341        | 1542             | 36.22            | 43                  |